# Snookerns världsranking 2008/2009
Snookerns världsranking 2008/2009 är den professionella snookerrankingen för de spelare som tagit sig till säsongen 2008/2009 från säsongen 2007/2008. Poängen innefattar snookerns världsrankingspoäng från 2006/2007 och 2007/2008.
| Nr | Namn              | Land       | Poäng  |
| -- | ----------------- | ---------- | ------ |
| 1  | Ronnie O'Sullivan | England    | 50 450 |
| 2  | Stephen Maguire   | Skottland  | 45 525 |
| 3  | Shaun Murphy      | England    | 45 050 |
| 4  | Mark Selby        | England    | 38 325 |
| 5  | John Higgins      | Skottland  | 37 925 |
| 6  | Stephen Hendry    | Skottland  | 34 275 |
| 7  | Allister Carter   | England    | 34 175 |
| 8  | Ryan Day          | Wales      | 33 875 |
| 9  | Peter Ebdon       | England    | 32 975 |
| 10 | Neil Robertson    | Australien | 32 950 |
| 11 | Ding Junhui       | Kina       | 32 194 |
| 12 | Joe Perry         | England    | 30 425 |
| 13 | Graeme Dott       | Skottland  | 27 144 |
| 14 | Marco Fu          | Hongkong   | 27 000 |
| 15 | Mark King         | England    | 26 000 |
| 16 | Mark Allen        | Nordirland | 25 725 |
| 17 | Matthew Stevens   | Wales      | 25 413 |
| 18 | Ken Doherty       | Irland     | 25 119 |
| 19 | Jamie Cope        | England    | 24 744 |
| 20 | Joe Swail         | Nordirland | 24 725 |
| 21 | Stuart Bingham    | England    | 24 625 |
| 22 | Mark Williams     | Wales      | 23 925 |
| 23 | Nigel Bond        | England    | 23 613 |
| 24 | Fergal O'Brien    | Irland     | 22 538 |
| 25 | Ian McCulloch     | England    | 22 432 |
| 26 | Stephen Lee       | England    | 22 219 |
| 27 | Barry Hawkins     | England    | 22 125 |
| 28 | Dave Harold       | England    | 21 494 |
| 29 | Steve Davis       | England    | 21 419 |
| 30 | Michael Judge     | Irland     | 20 825 |
| 31 | Anthony Hamilton  | England    | 20 813 |
| 32 | Dominic Dale      | Wales      | 20 688 |
| 33 | Gerard Greene     | Nordirland | 19 538 |
| 34 | Michael Holt      | England    | 19 288 |
| 35 | Ricky Walden      | England    | 18 975 |
| 36 | Adrian Gunnell    | England    | 18 375 |
| 37 | Alan McManus      | Skottland  | 18 263 |
| 38 | Andrew Higginson  | England    | 17 513 |
| 39 | John Parrott      | England    | 17 450 |
| 40 | Liang Wenbo       | Kina       | 17 275 |
| 41 | Judd Trump        | England    | 16 351 |
| 42 | Marcus Campbell   | Skottland  | 16 325 |
| 43 | David Gilbert     | England    | 16 225 |
| 44 | Rory McLeod       | England    | 16 125 |
| 45 | Jamie Burnett     | Skottland  | 16 013 |
| 46 | Jimmy Michie      | England    | 15 550 |
| 47 | Mike Dunn         | England    | 15 501 |
| 48 | Tom Ford          | England    | 14 825 |
| 49 | David Gray        | England    | 14 338 |
| 50 | Barry Pinches     | England    | 14 250 |
| 51 | Robert Milkins    | England    | 14 113 |
| 52 | David Roe         | England    | 14 038 |
| 53 | Liu Song          | Kina       | 13 900 |
| 54 | Andrew Norman     | England    | 13 801 |
| 55 | Ian Preece        | Wales      | 13 475 |
| 56 | Andy Hicks        | England    | 13 263 |
| 57 | Paul Davies       | Wales      | 13 101 |
| 58 | Mark Davis        | England    | 13 088 |
| 59 | Mark Joyce        | England    | 12 963 |
| 60 | Rod Lawler        | England    | 12 713 |
| 61 | Joe Delaney       | Irland     | 12 701 |
| 62 | Stuart Pettman    | England    | 12 476 |
| 63 | Martin Gould      | England    | 11 813 |
| 64 | David Morris      | Irland     | 11 538 |
| 65 | Jimmy White       | England    | 11 513 |
| 66 | Scott MacKenzie   | Skottland  | 10 688 |
| 67 | Lee Spick         | England    | 10 950 |
| 68 | Matthew Selt      | England    | 10 688 |
| 69 | Patrick Wallace   | Nordirland | 10 675 |
| 70 | Rodney Goggins    | Irland     | 10 563 |
| 71 | James McBain      | Skottland  | 10 550 |
| 72 | Supoj Saenla      | Thailand   | 10 488 |
| 73 | Liu Chuang        | Kina       | 10 050 |

| #1 Ronnie O'Sullivan |                                |
| Född                 | 5 december 1975                |
| Nationalitet         | Engelsk                        |
| Professionell        | 1992 -                         |
| Högsta ranking       | #1                             |
| Turneringssegrar     |                                |
| Rankingtitlar        | 21                             |
| Andra titlar         | 22                             |
| VM                   | Världsmästare 2001, 2004, 2008 |

| #2 Stephen Maguire |              |
| Född               | 13 mars 1981 |
| Nationalitet       | Skotsk       |
| Professionell      | 1998 -       |
| Högsta ranking     | #2           |
| Turneringssegrar   |              |
| Rankingtitlar      | 4            |
| Andra titlar       | 0            |

| #3 Shaun Murphy  |                    |
| Född             | 10 augusti 1982    |
| Nationalitet     | Engelsk            |
| Professionell    | 1998 -             |
| Högsta ranking   | #3                 |
| Turneringssegrar |                    |
| Rankingtitlar    | 3                  |
| Andra titlar     | 2                  |
| VM               | Världsmästare 2005 |